# Moschino
Moschino (phát âm tiếng Ý: [moˈskiːno]) là thương hiệu thời trang cao cấp của Ý. Sản phẩm của hãng tập trung đồ da, giày dép, túi, nước hoa. Hãng được nhà thiết kế Franco Moschino vào năm 1983  tại thành phố Milano.

## Lịch sử
Thương hiệu Moschino ra đời vào năm 1983, do nhà thiết kế Franco Moschino (1950–1994) khởi xướng. Moschino dần trở nên nổi tiếng vào những năm đầu 1990. Sau khi Franco qua đời, trợ lý Rossella Jardini được chọn làm giám đốc sáng tạo. Từ năm 1999, thương hiệu này trực thuộc tập đoàn Aeffe.

## Hợp tác
Tháng 4/2018, Moschino hợp tác với hãng H&M. Tháng 4/2019, hãng hợp tác với trò chơi điện tử The Sims 4, ra mắt các sản phẩm quần áo lấy cảm hứng từ các nhân vật và nội dung trong game.